# Argiope perforata
Argiope perforata — вид павуків-колопрядів з всесвітньо поширеного роду Argiope. Великі, яскраво забарвлені самиці більші в декілька разів за дрібних самців. Живиться великими комахами. Отрута слабка, для людини безпечні. Поширені в Китаї.
Вид Argiope perforata у роді Argiope належить до умовної групи видів, близьких до A. anasuja.

## Опис
Самиця відносно невелика, близько 1 см у довжину тіла. Черевце щитоподібної форми, з двома добре вираженими передніми горбиками. Посередині спинної поверхні проходить чорна продольна смуга, що звужується до переду. По боках від серединної смуги лежать дві білі смуги.
У самця 8 очей розташовані в 2 ряди. Попереду середньої ямки знаходиться тонка червона смужка. Хеліцери жовто-брунатні, з зубцями. Ноги згори жовтувато-бурі, знизу темно-коричневі. Верх черевця сірувато-жовтий, низ чорний з двома візерунчастими біло-сріблястими смугами поздовжньо.

## Спосіб життя і поведінка
За даними невеликого дослідження павуків виду Argiope perforata виявлено, що самиці практично не поїдають самців після парування, натомість самці майже завжди закорковують уламками своїх педипальп статеві отвори самиць. Парування відбувається на спеціальному парувальному павутинні.

## Розповсюдження
Основний ареал розташований у південному Китаї. Відома з провінції Гуандун, а також Гуансі-Чжуанського автономного району, Цзянсі, Чжецзяну, Юньнані, Аньхою, Хунаню, Сичуаню. Існує також одинична згадка з провінції Сабах на північному Калімантані, достовірність якої сумнівна (можлива помилка визначення виду).